# 陳雲鳳
陳雲鳳（1441年—？），字儀之，浙江紹興府餘姚縣人，民籍。明朝政治人物。進士出身。

## 生平
浙江鄉試第二十九名。成化五年（1469年）乙丑科會試第一百四十三名，殿試登進士第三甲第四十三名。官直隸江都縣知縣。

## 家族
曾祖陳履初，曾任縣丞。祖父陳魯賓。父亲陳曰籩。